# 崗山之眼
崗山之眼，全名小崗山天空迴廊園區（Siaogangshan Skywalk Park），位於臺灣高雄市岡山區，佔地約1.8公頃，崗山之眼天空迴廊高40公尺、全長88公尺，以鋼結構步道懸吊，為偏心懸吊式設計，橋面有12公尺寬的玻璃鋪面，總造價1億2800多萬元。2018年2月4日試營運、同年2月14日正式開幕。

## 外部連結
- 崗山之眼的Facebook專頁